# Rudziewszczyzna (rejon dzierżyński)
Rudziewszczyzna (biał. Рудзеўшчына, Rudzieuszczyna; ros. Рудевщина, Rudiewszczina; hist. (XIX w.): pol. Pudziewszczyzna; ros. Пудевщизна, Pudiewszczizna) – wieś na Białorusi, w obwodzie mińskim, w rejonie dzierżyńskim, w sielsowiecie Putczyna.

## Historia
W XIX i w początkach XX w. położona była w Rosji, w guberni mińskiej, w powiecie mińskim, w gminie Rubieżewicze.
W dwudziestoleciu międzywojennym leżała w Polsce, w województwie nowogródzkim, w powiecie wołożyńskim, w gminie Wołma, w pobliżu granicy ze Związkiem Sowieckim. W 1921 miejscowość liczyła 34 mieszkańców, zamieszkałych w 6 budynkach, wyłącznie Polaków. 32 mieszkańców było wyznania rzymskokatolickiego i 2 prawosławnego.
Po II wojnie światowej w granicach Związku Sowieckiego. Od 1991 w niepodległej Białorusi.